# 紅樓夢 (越劇)

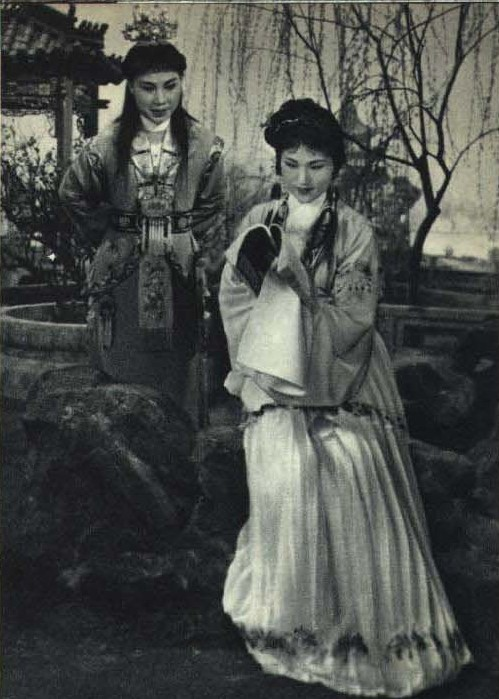
1963年的越剧红楼梦

紅樓夢，越剧古装戏，越剧代表剧目之一。《红楼梦》是由劇作家徐進於1958年所編寫一齣越劇劇目，由於其為首度將整個《紅樓夢》的故事完整地呈現於戲劇舞臺，且以優美的臺詞、唱詞，細緻的表現手法，豐富的人物個性塑造，再配合上越劇本身語言的特色，以及主演者徐玉蘭、王文娟等人的演技及優秀嗓音，使其在1958年2月18日於上海首演以來，廣受到歡迎，其後並在1959年在北京作為國慶10周年演出，至1962年該劇在香港被拍成戲曲電影，使之更加廣為流傳。
越劇紅樓夢成為當代戲劇中紅樓戲的經典代表作，後來兩岸三地改編的紅樓戲曲及電影，或受其影響，或試圖改弦更張以超越之。而這部戲也不斷重新演出，1990年代以後，開始由新一代的越劇演員來演出此劇。

## 首演陣容
越劇紅樓夢首演時的陣容：
- 編劇：徐進
- 作曲：顧振遐
- 藝術指導：吳琛
- 導演：鍾泯
- 演員：徐玉蘭飾賈寶玉、王文娟飾林黛玉、陳蘭芳飾薛寶釵、唐月瑛飾王熙鳳、周寶奎飾賈母、徐慧琴飾賈政、鄭忠梅飾王夫人。

## 相关影视
1越剧电影《红楼梦》，1962年，主演徐玉兰、王文娟等，导演岑范，上海海燕电影制片厂、香港金声影业公司摄制 
2新版越剧《红楼梦》创作于1999年，首演于1999年8月。
3越剧电视剧红楼梦，2000年，主演余彬、钱惠丽等。
4越剧电影《红楼梦》，2007年经典版，中央电视台摄制，主演郑国凤、王志萍。
5越剧电影《红楼梦》，2007年交响版，中央电视台摄制，主演赵志刚、方亚芬。